# 人文研究大学
人文研究大學（荷蘭語：Universiteit voor Humanistiek，簡稱UvH）是一所位於荷蘭烏特勒支的高等教育機構。它是荷蘭最年輕的大學，该校在2022年約有566名學生就讀。此外，這也是唯一提供人文主義研究學位課程的大學。UvH成立於1989年，由荷蘭人文主義協會（荷蘭語：Humanistisch Verbond）原有的一所高等教育機構升格而成。

## 歷史
1962年，荷蘭人文主義協會開始為軍隊中的心靈輔導員提供培訓課程。兩年後，即1964年，成立了人文主義培訓學院（荷蘭語：Humanistisch Opleidings Instituut，簡稱 HOI），最初提供為期兩年的課程，後來擴展為四年制。該學院屬於高等職業教育，完成課程後可獲得教授人文主義教育（HVO）的第二等教學資格。此課程獲得國防部與司法部長的正式認可。
1986年5月，荷蘭人文主義協會設立了一所專門從事科學教育與研究的機構，不久便確定該機構名稱為「人文研究大學」（荷蘭語：Universiteit voor Humanistiek）。考慮到社會發展與對心靈工作者日益嚴格的要求，協會認為設立一所具科學水平的高等學府勢在必行。該大學亦可藉由科學研究進一步發展心靈工作的理論基礎。
1989年1月，教育與科學部長向國會第二院提出原則性決議，建議將UvH指定為一所特殊（即非國立）大學。1991年7月，該項指定正式確立。UvH 的經費主要由荷蘭政府提供。該校提供的學程屬於學術導向的職業教育，其性質可比擬於神學大學所提供的教會教育課程。
2009年夏季，UvH 從原先位於 Drift 與 Van Asch van Wijckskade 的兩個校區，搬遷至位於烏特勒支市中心、歷史悠久的 Kromme Nieuwegracht 校舍。
自2012年起，蒂爾堡大學的照護倫理學系（Zorgethiek）陸續遷至人文研究大學。